# Germanium
Germanium är ett halvmetalliskt grundämne.

## Historia
När germanium upptäcktes 1886 av tysken Clemens Winkler i argydorit från Sachsen visade sig detta vara identiskt med det av Dmitrij Mendelejev år 1871 förutsagda "ekakisel". Detta samband medförde att Mendelejevs idéer om det periodiska systemet fick betydligt flera anhängare. Namnet kommer från nylatinets Germania, Tyskland.

## Egenskaper
Germanium är ett gråvitt, kristallinskt och skört ämne som kemiskt liknar tenn, och som är ett viktigt halvledarmaterial.

## Förekomst och utvinning
Germanium är sällsynt i naturen och utvinns ur mineralen argydorit och germanit, men också ur stenkolsaska. Det kan separeras från andra metaller genom destillation av dess flyktiga tetraklorid, GeCl4, som efter hydrolys till germaniumdioxid, GeO2, och reduktion ger rent germanium.

## Användning
För germaniums användning som halvledarmaterial renas det genom s. k. zonsmältning som ger ett extremt rent material (föroreningsgrad mindre än 1 på 10 miljarder). Med små tillsatser av arsenik, gallium och andra dopämnen används ämnet i dioder och transistorer i tusentals elektroniska tillämpningar.
Germanium används även i aluminium- och tennlegeringar, i lysrör och som katalysatorer. Dess salter kan sättas till optiskt glas för att öka dess brytningsindex, t.ex. vid användning i vidvinkelobjektiv.
Används även som linser i värmekameror.